# Fractura (película)
Fractura (título original en inglés: Fractured) es una película estadounidense de suspense de 2019, dirigida por Brad Anderson (director,  entre otras, de Session 9) y escrita por Alan B. McElroy. Protagonizada por Sam Worthington, Lily Rabe, Stephen Tobolowsky, Adjoa Andoh y Lucy Capri, es un thriller psicológico que fue estrenado en el Fantastic Fest el 22 de septiembre de 2019 y en Netflix el 11 de octubre del mismo año.

## Sinopsis
Una familia conformada por madre, padre e hija, viaja por una carretera de los Estados Unidos. El padre se encuentra en rehabilitación debido al alcohol, él es el que conduce el coche y vuelve de una nefasta comida familiar de Acción de Gracias, con los padres de Joanne y esa comida fue incómoda ya que empezaron a hablarse temas que a Ray le incomodaban, como la muerte de su exesposa que murió en un accidente que tuvieron hace ocho años. Durante el camino tuvieron que realizar una parada ya que necesitaban ir al baño, en un pequeño despiste del padre, la pequeña cae en una zanja debido a un perro que le provocaba miedo y la tenía acorralada  y su padre Ray intentó tirarle una piedra al perro para despistarle pero ya era tarde y va a buscarla y también cae en esa zanja. Peri se fractura el brazo derecho y su padre se golpea la cabeza. La hija es internada en un hospital para recibir tratamiento y su padre se desmaya poco después a causa del agotamiento. Al despertarse, se da cuenta de que nadie puede corroborar o confirmar la admisión hospitalaria de su familia y su historial médico en los registros de los pacientes, lo que le lleva a sospechar una siniestra conspiración. La conclusión a la que llegaron es que todo había sido producto de su imaginación, Peri había muerto en el mismo momento en el que cayó en la zanja, cuando la mujer vio lo que le había pasado a Peri, la empujó de forma muy violenta y acabó desangrándose también. Después de esto, su mente se quedó pausada y el personaje se monta su propia trama, las personas que estaban a su alrededor si que veían la realidad pero él en todo momento los juzga y piensa que le están mintiendo.

## Reparto
- Sam Worthington es Ray Monroe.
- Lily Rabe es Joanne Monroe.
- Stephen Tobolowsky es el doctor Berthram.
- Adjoa Andoh es la doctora Isaacs.

## Recepción
Fractura ha tenido una buena recepción crítica. En Rotten Tomatoes, la película cuenta con una aprobación del 69% basada en 13 reseñas.